# 삼성 갤럭시 S III
삼성 갤럭시 S III(Samsung GALAXY S III)는 삼성전자에서 제조 및 판매했던 안드로이드 스마트폰으로, 갤럭시 S II의 후속 기종이다.
2012년 5월 3일 영국 런던에서 열린 삼성 모바일 언팩에서 발표하여, 2012년 5월 29일 3G 표준모델이, LTE 표준모델은 2012년 9월 27일에 출시하였다.

## 연혁
- 2012년 2월 13일: 일본 도쿄에 갤럭시 s3를 계획
- 2012년 5월 3일: 영국 런던에서 발표[5]
- 2012년 5월 15일: 예약판매 실시 (900만대 판매)[7]
- 2012년 5월 27일: 페블블루 모델의 배터리커버의 결함 및 구조변경으로 생산되었던 약 60만개의 배터리커버 폐기처분[8]
- 2012년 5월 29일: 3G 표준모델(GT-I9300) 출시[6]
- 2012년 9월 6일: 2000만대 판매[9]
- 2012년 9월 24일: I9300에 대한 4.1 젤리빈 업그레이드[10]
- 2012년 9월 말: LTE 표준모델 (GT-I9305) 출시
- 2012년 10월 4일: 3000만대 판매[11]
- 2013년 1월: 4100만대 판매[12]
- 2013년 11월 4일: I9300에 대한 4.3 젤리빈 업그레이드[13]
- 2013년 11월 13일: I9300에 대한 4.3 젤리빈 업그레이드 중단[14]
- 2013년 12월 5일: I9300에 대한 4.3 젤리빈 업그레이드 재개[15]
- 2013년 12월 31일: I9305에 대한 4.3 젤리빈 업그레이드[16]
- 2014년 9월 23일: I9305에 대한 4.4 킷캣 업그레이드[16]

## 외형
자연의 조약돌에서 영감을 얻은 미니멀 오가닉 디자인을 적용하여 전체적으로 유선형인 둥글둥글한 디자인이다.

## 색상/에디션
- 페블 블루
- 마블 화이트
- 런던 올림픽 에디션 (하얀색 바탕)
- 가넷 레드
- 사파이어 블랙
- 엠버 브라운
- 마샨 핑크
- 아메시스트 퍼플[18]
- 라 플뢰르 에디션 (하얀색 바탕)

## 안드로이드 운영 체제 / 소프트웨어

### 안드로이드 4.0 아이스크림 샌드위치
안드로이드 OS 4.0.4 아이스크림 샌드위치를 탑재하여 출시하였다.

#### 특수 기능
- 스마트 스테이 : 앞면 카메라를 통해 사용자의 눈동자와 얼굴을 인식하여 사용 중일 때에는 디스플레이가 꺼지지 않도록 유지한다.[19]

- 버스트 샷 : 최대 20장의 사진을 연속으로 촬영한다. 점프하는 장면을 찍을 때 유용하다.[19]

- 베스트 포토 : 버스트 샷으로 찍은 사진에서 가장 잘 찍힌 사진을 선별한다.[19]

- S 빔[19]

- 올쉐어 캐스트 : 별도로 판매하는 올쉐어 캐스트 동글을 이용해 스마트폰 내 동영상, 게임 등의 화면을 스마트 TV나 PC에서 사용할 수 있다.[19]

- 챗온[19]

- S 보이스[19]

- 다이렉트 콜 : 문자 전송할때, 부재중 전화시, 전화번호 검색 등 전화번호가 화면에 보일 때 휴대전화를 귀에 대면 바로 전화가 걸린다.[19]

- 팝업 플레이 : 동영상을 작은 팝업창 형태로 재생하는 기능으로, 동영상이 팝업창 형태로 떠 있는 동안에는 화면의 일부분만 점유하며, 다른 애플리케이션을 사용할 수 있다.[19]

- 애플리케이션 음성제어 : 음성인식을 통하여 애플리케이션을 실행하거나 종료한다.

### 안드로이드 4.1 젤리빈
I9300이 2012년 9월 24일 폴란드에서 안드로이드 4.1.1 젤리빈으로 업그레이드가 시작되었다.
그외에도 다음사항이 같이 적용되었다.
- 설정 메뉴 재구성
- 두개의 홈스크린 모드 (기본모드, 이지모드)
- 알림창 개선
- 구글 나우 추가
- 팝업 플레이의 화면 크기 조정기능 추가
- GPU클럭을 440 MHz에서 533 MHz로 오버클럭

그리고 2012년 12월 5일 I9300이, 12월 26일 I9305이 안드로이드 4.1.2 젤리빈으로 업그레이드가 시작되었다.
그외에도 다음 사항이 적용되었다.
- 멀티 윈도우, 페이지 버디, 스마트 로테이션 기능 추가
- 갤러리 애플리케이션 개선
- 알림창의 아이콘들을 사용자가 바꿀 수 있게 조정
- 페이퍼 아티스트, 그룹 캐스트 애플리케이션 추가

#### 특수 기능
- 멀티 윈도우 : 2개의 프로그램을 동시에 작동한다.

- 페이지 버디 : 도킹, 로밍, 이어폰 삽입 등의 특별한 상황에 따라 그에 필요한 기능을 홈화면에 자동적으로 추가한다.

- 스마트 로테이션 : 중력방향에 의해서 자동회전을 하지 않고 앞면 카메라를 통해 사용자의 얼굴을 인식하여 자동회전여부를 결정한다.

### 안드로이드 4.3 젤리빈
I9300이 2013년 11월 4일에 4.3 젤리빈으로 업그레이드 되었으나 심각한 버그가 발견되어 업그레이드를 중단시켰다가 2013년 12월 5일에 펌웨어를 수정하여 다시 배포했으며, I9305는 2013년 12월 12일에 업그레이드 되었다.
그외에도 다음 사항이 같이 적용되었다.
- 터치위즈 네이처 UX 2 일부 적용 (터치위즈 런처는 네이처 UX 1 버전 유지)
- 갤럭시 기어와의 연동 지원
- ANT+ 지원
- 애플리케이션을 SD카드로의 이동 지원
- 삼성 녹스 추가
- 어댑트 디스플레이 추가
- 설정, S 보이스, 키보드, 연락처, 카메라(사운드앤샷 추가), 갤러리, 음악, 시계, 계산기 개선
- 디스플레이 색재현력 개선
- 그룹 플레이 추가
- 갤럭시 기어 연동

### 안드로이드 4.4 킷캣
6월 28일에 SGH-I747 모델에 대한 4.4.4킷캣 업데이트를 시작했다.
9월 23일, E210S/K/L이 4.4.4 킷캣으로 업데이트되었다

## 변형 기종

### 대한민국

#### 갤럭시 S3 3G (SHW-M440S)
SKT를 통해 출시된 SK 전용 모델로, 램이 1GB로 사양이 낮아졌다. DMB 안테나가 내장돼있지 않기 때문에 사용이 불가능하다. 참고로 LTE 모델과는 미세한 배터리 크기를 이유로 호환이 불가능하다.

#### SHV-E210S/K/L
SKT, KT, LG U+를 통해 출시된 모델로, LTE를 지원한다. FM 라디오 대신 지상파 DMB를 지원하며, 두께는 9mm로 증가했다.

### 중국

#### 갤럭시 S III 네오 (GT-I9308I)
차이나 모바일을 통해 출시된 모델이다.

#### 갤럭시 S III 네오 (SCH-I939I)
차이나 텔레콤을 통해 출시된 모델로, 듀얼심을 지원한다.

#### GT-I9308
차이나 모바일을 통해 출시된 TD-SCDMA 모델이다.

#### SCH-I939
CDMA 2000을 지원하는 싱글심 모델이며, 두께는 9mm로 증가했다.

#### 갤럭시 S III 듀오스 (SCH-I939D)
차이나 텔레콤을 통해 출시된 모델로, 듀얼심을 지원하며, 두께는 9.95mm로 증가했다.

### 캐나다/미국
애플리케이션 프로세서가 삼성전자 엑시노스 4 쿼드 (4412) 대신 퀄컴 스냅드래곤 S4 MSM8960 (퀄컴 크래이트 200 아키텍처 1.5 GHz 듀얼 코어 CPU + 퀄컴 아드레노 225 400 MHz GPU)이 장착되었으며, 램은 2 GB DDR2 SDRAM이 장착되었다.

#### SGH-I747
AT&T, 벨 모빌리티, 로저스, 텔러스, SaskTel, 버진 모바일 캐나다를 통해 출시된 모델이다.

#### SGH-T999
미국 T-모바일, 모빌리시티, 윈드 모바일, 비디오트론을 통해 출시된 모델이다.

#### SCH-I535
버라이즌을 통해 출시된 모델이다.

#### SPH-L710
스프린트를 통해 출시된 제품으로, 심 카드 슬롯이 있다.

### 일본

#### SGH-N064(SC-06D)
NTT 도코모를 통해 출시된 LTE모델이다. 애플리케이션 프로세서가 삼성전자 엑시노스 4 쿼드 (4412) 대신 퀄컴 스냅드래곤 S4 플러스 MSM8960 AP (퀄컴 크래이트 200 아키텍처 1.5 GHz 듀얼 코어 CPU + 퀄컴 아드레노 225 400 MHz GPU)가 장착되었으며, 램은 2 GB DDR2 SDRAM이 장착되었다. 그리고 원세그를 지원하며 두께는 9mm로 증가했다.

#### SGH-N035(SC-03E)
NTT 도코모를 통해 출시된 LTE모델로, 원세그를 지원하며, 두께는 9mm로 증가했다.

## 사진

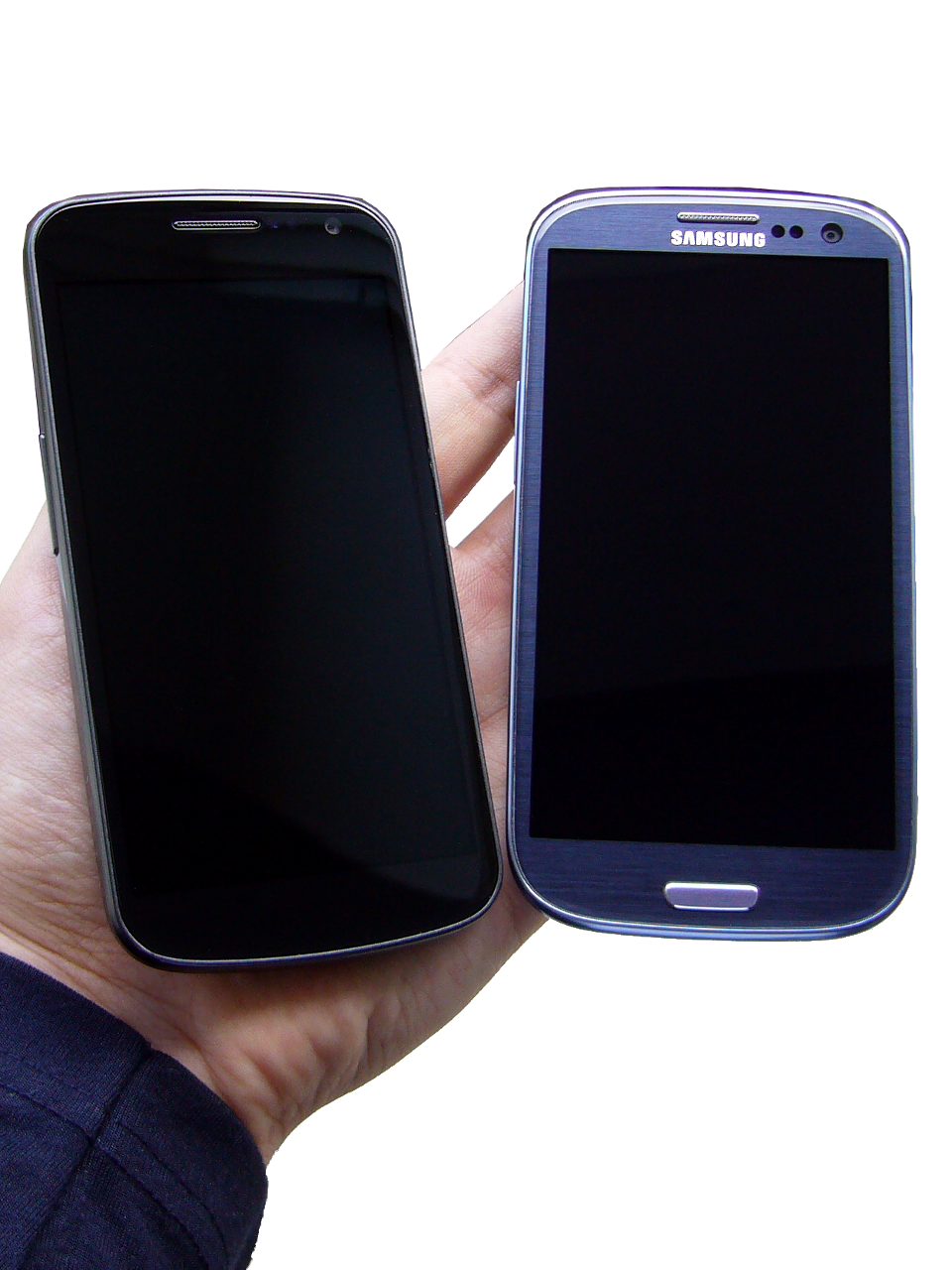
갤럭시 넥서스와 갤럭시 S III 페블 블루
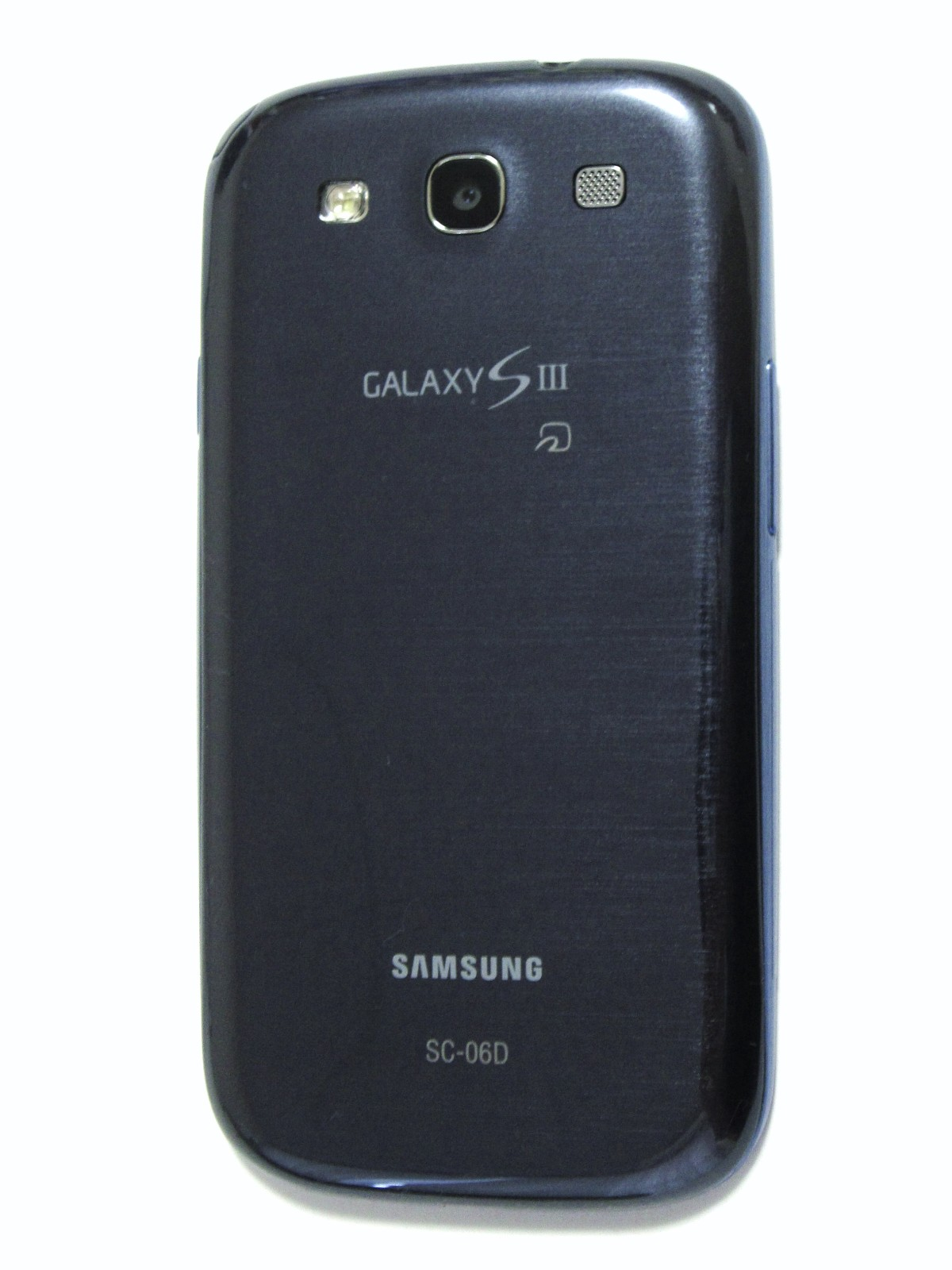
갤럭시 S III 일본 모델 (SC-06D)의 뒷면

## 같이 보기
- 삼성 갤럭시 노트 II
- 삼성 갤럭시 S III 미니
- 삼성 S 페블
- 삼성 갤럭시 S4
- 소니 엑스페리아 태블릿 S
- 소니 바이오 듀오 11
- 갤럭시 팝